# Awi Rikan
Awi Rikan (hebr. אבי ריקן; ur. 10 września 1988 w Ma’ale Adummim) – izraelski piłkarz występujący na pozycji pomocnika w FC Zürich, do którego trafił w 2013 roku.

## Kariera klubowa
Rikan jest wychowankiem klubu Beitar Jerozolima, w którym występował do 2007 roku. Sezon 2007−2008 spędził w Maccabi Herclijja, zaś następny w Hapoel Petach Tikwa. Latem 2009 roku powrócił do macierzystego klubu. W Beitarze Jerozolima występował przez cztery kolejne sezony. W lipcu 2013 roku trafił do szwajcarskiego FC Zürich.

## Kariera reprezentacyjna
W reprezentacji Izraela zadebiutował 6 lutego 2013 roku w towarzyskim meczu przeciwko Finlandii. Na boisku przebywał do 86 minuty.
| Mecze i gole w reprezentacji | Mecze i gole w reprezentacji | Mecze i gole w reprezentacji | Mecze i gole w reprezentacji | Mecze i gole w reprezentacji | Mecze i gole w reprezentacji | Mecze i gole w reprezentacji |
| 2013                         | 2013                         | 2013                         | 2013                         | 2013                         | 2013                         | 2013                         |
| ---------------------------- | ---------------------------- | ---------------------------- | ---------------------------- | ---------------------------- | ---------------------------- | ---------------------------- |
| 1.                           | 06.02.2013                   | Netanja, Izrael              | Finlandia                    | 2:1                          | 0                            | towarzyski                   |
| 2.                           | 02.06.2013                   | Nowy Jork, Stany Zjednoczone | Honduras                     | 2:0                          | 0                            | towarzyski                   |